# 哈得孫安南代爾 (紐約州)
哈得孫安南代爾（英語：Annandale-on-Hudson）是位於美國紐約州達奇斯縣的非建制地區。

## 歷史
哈得孫安南代爾的郵局於1864年設立，其後於1982年停運。

## 地理
哈得孫安南代爾所處的海拔為高於海平面47米（即154英呎），而該地所採用的時區為UTC-5，即北美东部时区（EST）。同時該地設有夏令時間，為UTC-5調快一小時，即UTC-4（EDT）。